# Société littéraire de Liège

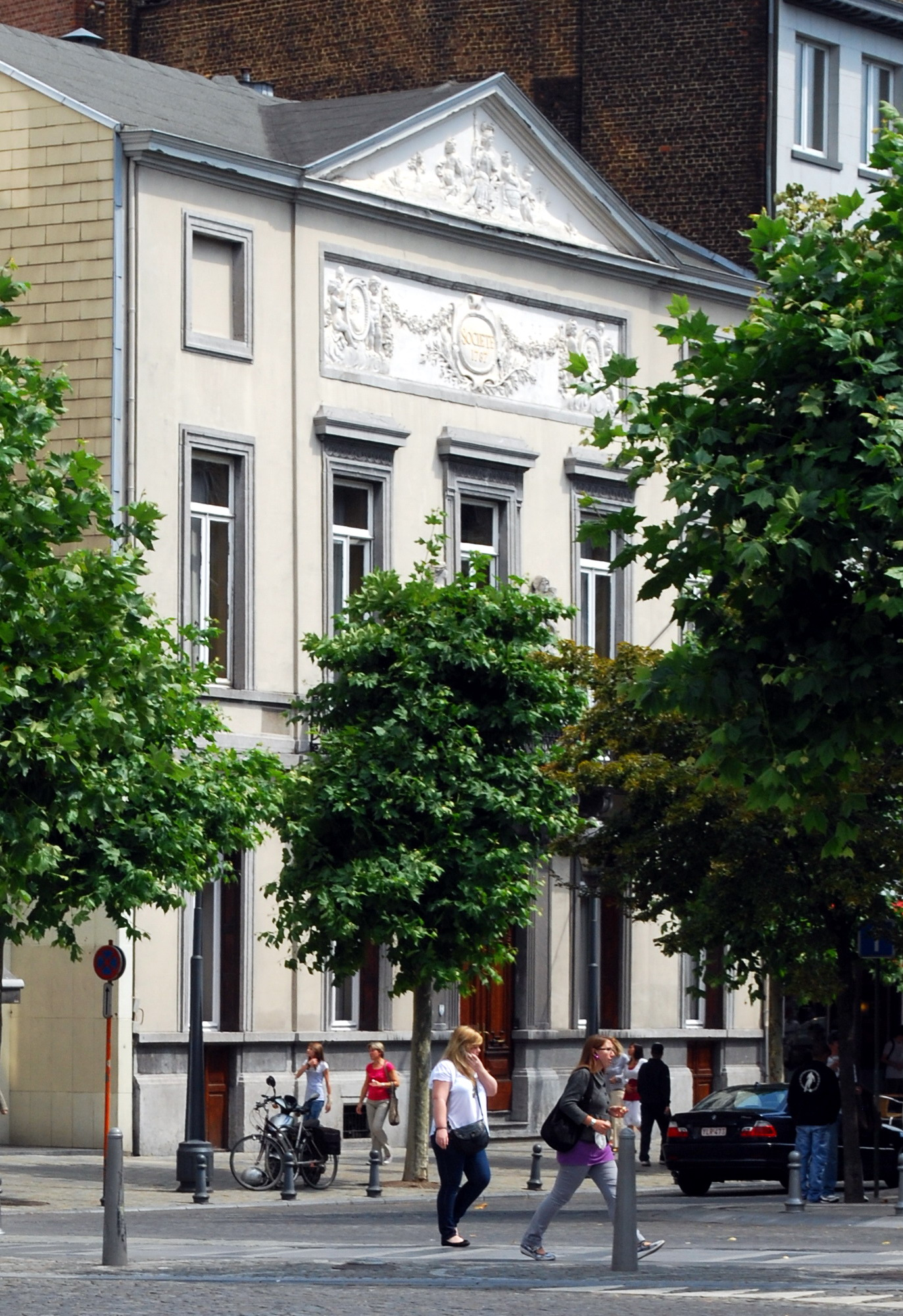
Gebouw aan de place de la République Française

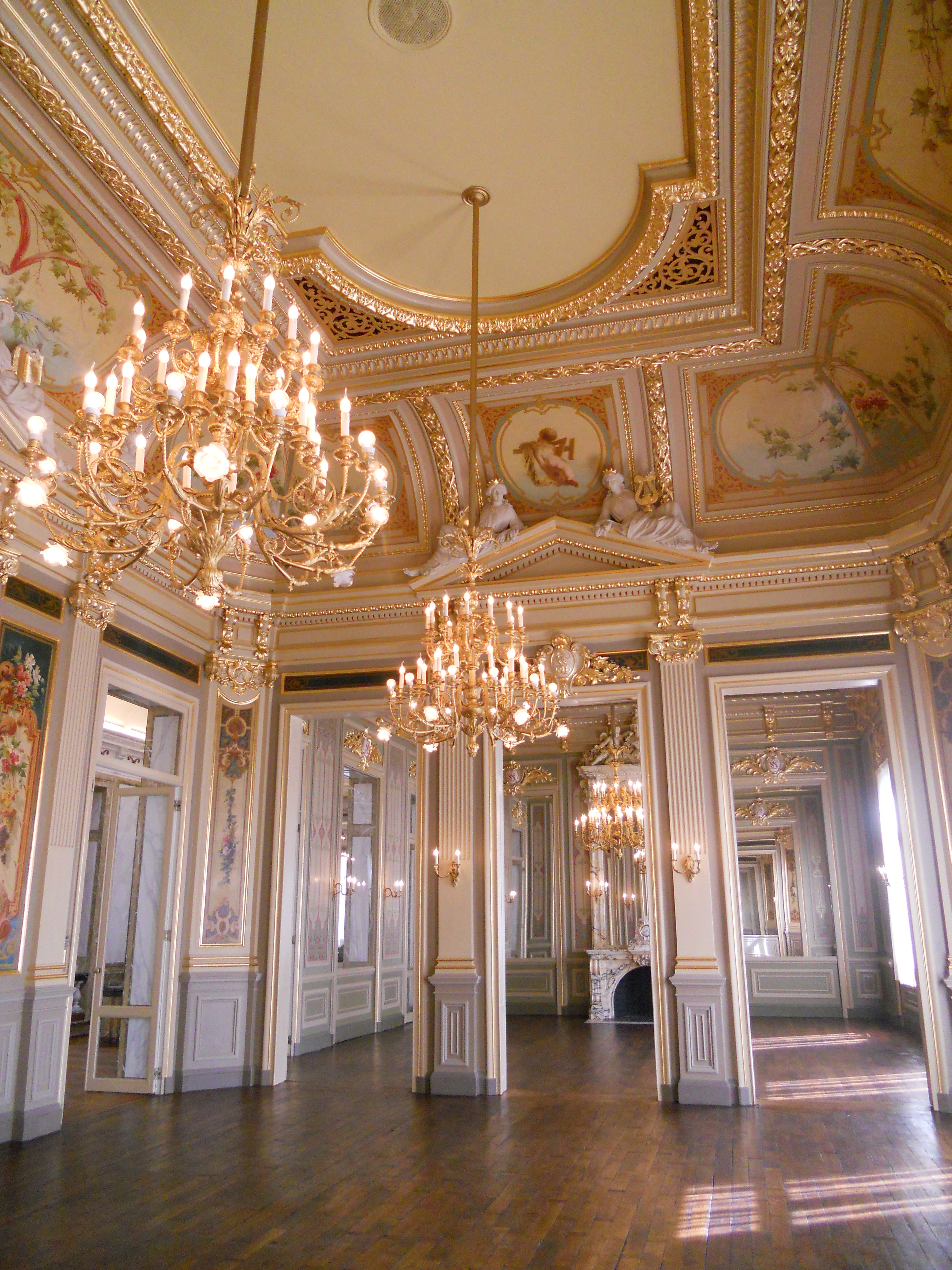
Salon op de eerste verdieping

De Société Littéraire de Liège (vertaling: Letterkundige kring van Luik) is een sociëteit in de Belgische stad Luik, die bij aanvang in 1779 tot doel had toegang tot kranten en tijdschriften te verlenen aan haar leden.

## Geschiedenis
De kring werd opgericht in 1779 door de Luikse prins-bisschop Franciscus Karel van Velbrück. Doel van de Grande Société, zoal de kring eerst heette, was kranten en tijdschriften, die toen duur en niet gemakkelijk te raadplegen waren, ter beschikking te stellen aan zijn leden. Daarnaast was er plaats voor gesprekken en spellen (biljart enz.). De sociëteit kwam eerst samen in het restaurant Deux Fontaines. Al snel werd werk gemaakt van de bouw van een eigen gebouw. In 1785 werd een terrein aangekocht aan de place de la République Française (toen place aux Chevaux) en twee jaar later werd het neoklassieke sociëteitsgebouw geopend. Dit werd ontworpen door Jacques-Barthélemy en François-Barthélemy Renoz.
Na de Franse Revolutie werd de sociëteit een tijdlang gesloten maar in 1796 werd het gebouw teruggegeven aan de kring. In 1859 werd het gebouw bijna volledig vernield door een brand; enkel de gevel stond nog overeind. Het huis werd heropgebouwd onder leiding van architect Laurent Demany en Paul-Joseph Carpay stond in voor de decoratie van het interieur. In 1888 werd de sociëteit omgevormd tot een maatschap, waarin de vennoten hun onverdeelde mede-eigendom inbrachten. Tijdens de Tweede Wereldoorlog werd het gebouw gebruikt door de Duitsers en na de bevrijding door de Amerikanen. Pas in 1954, na een renovatie, kon de kring terug haar intrek nemen in het gebouw. Tot dan werd er samengekomen in een naburig gebouw.

## Activiteiten
De Société Littéraire is in beginsel apolitiek en neutraal. Vrouwen werden al eerder toegelaten maar pas in 2004 konden vrouwen ook lid worden. De Société Littéraire organiseert lezingen, diners, culturele en sportieve activiteiten voor haar ongeveer 500 leden.

## Gebouw
Het gebouw van de sociëteit is beschermd als monument en de salons ingericht door Paul-Joseph Carpay zijn erkend als erfgoed (patrimoine exceptionnel de la Région Wallonne).